# Vukoder
Vukoder – wieś w Chorwacji, w żupanii karlowackiej, w mieście Karlovac. W 2011 roku liczyła 103 mieszkańców.